# Remaster Series
Remaster Series – sześciopłytowy komplet pierwszych płyt szwajcarskiego zespołu Yello wydany w listopadzie 2005 roku przez wytwórnię Vertigo. Reedytowane płyty zostały odświeżone dźwiękowo i dodatkowo umieszczono na nich utwory bonusowe.

## Lista utworów

### CD1 Solid Pleasure (1980)
1. Bimbo
2. Night Flanger
3. Reverse Lion
4. Downtown Samba
5. Magneto
6. Massage
7. Assistant's Cry
8. Bostich
9. Rock Stop
10. Coast To Polka
11. Blue Green
12. Eternal Legs
13. Stanztrigger
14. Bananas To The Beat

- dodatkowo na płycie reedytowanej znalazły się następujące utwory (bonusy):

1. Thrill Wave (2:02)
2. I. T. Splash (2:35)
3. Gluehead (2:52)
4. Smirak's Train (4:39)
5. Bostich (N'est-ce Pas) (4:36)

### CD2 Claro Que Si (1981)
1. Daily Disco
2. No More Roger
3. Take It All
4. The Evening's Young
5. She's Got A Gun
6. Ballet Mecanique
7. Cuad El Habib
8. The Lorry
9. Homer Hossa
10. Pinball Cha Cha

- dodatkowo na płycie reedytowanej znalazły się następujące utwory (bonusy):

1. Tub Dub
2. She's Got A Gun (Live at the Palladium NY Sep. 1985)
3. Daily Disco (1985 Version)
4. The Evening 's Young (1985 Version)
5. Pinball Cha Cha (12" Mix)
6. Desire For Desire

### CD3 You Gotta Say Yes to Another Excess (1983)
1. I Love You
2. Lost Again
3. No More Words
4. Crash Dance
5. Great Mission
6. You Gotta Say Yes To Another Excess
7. Swing
8. Heavy Whispers
9. Smile On You
10. Pumping Velvet
11. Salut Mayoumba

- dodatkowo na płycie reedytowanej znalazły się następujące utwory (bonusy):

1. Base For Alec
2. Rubber West
3. You Gotta Say Yes To Another Excess (UK Promo 12" Version)
4. Live At The Roxy NY Dec. 1983
5. Pumping Velvet (12" Mix)
6. I Love You (12" Mix)

### CD4 Stella (1985)
1. Desire
2. Vicious Games
3. Oh Yeah
4. Desert Inn
5. Stalakdrama
6. Koladi-Ola
7. Domingo
8. Sometimes (Dr. Hirsch)
9. Let Me Cry
10. Ciel Ouvert
11. Angel No

- dodatkowo na płycie reedytowanej znalazły się następujące utwory (bonusy):

1. Blue Nabou
2. Oh Yeah (Indian Summer Version)
3. Desire (12" Mix)
4. Vicious Games (12" Mix)

### CD5 Flag (1988)
1. Tied Up
2. Of Course I 'm Lying
3. 3rd Of June
4. Blazing Saddles
5. The Race
6. Alhambra
7. Otto Di Catania
8. Tied Up In Red
9. Tied Up In Gear

- dodatkowo na płycie reedytowanej znalazły się następujące utwory (bonusy):

1. The Race (Break Light Mix)
2. Wall Street Bongo
3. The Race (12" Mix)

### CD6 One Second (1987)
1. La Habanera
2. Moon On Ice
3. Call It Love
4. Le Secret Farida
5. Hawaiian Chance
6. The Rhythm Divine
7. Santiago
8. Goldrush
9. Dr. Van Steiner
10. Si Senor The Hairy Grill
11. L'Hôtel

- dodatkowo na płycie reedytowanej znalazły się następujące utwory (bonusy):

1. Goldrush II (12" Mix)
2. The Rhythm Divine (1992 Version)
3. Call It Love (12" Mix)
4. Life Is A Snowball
5. Tool In Rose